# Kampánie
Kampánie (italsky Campania) je kraj v jižní Itálii. Na severozápadě sousedí s Laziem, na severu s Molise, na severovýchodě s Apulií, na východě s Basilicatou a na západě s Tyrhénským mořem. Region má rozlohu 13 590 km², 5,8 milionu obyvatel. Dělí se na 4 provincie: Avellino, Benevento, Caserta, Salerno a metropolitní město Napoli. Hlavním městem je Neapol. Dominantou kraje je činná sopka Vesuv.
Jméno Kampánie pochází od Římanů, kteří oblast nazývali Campania felix, stejný základ je i v názvu francouzské provincie Champagne.

## Historie

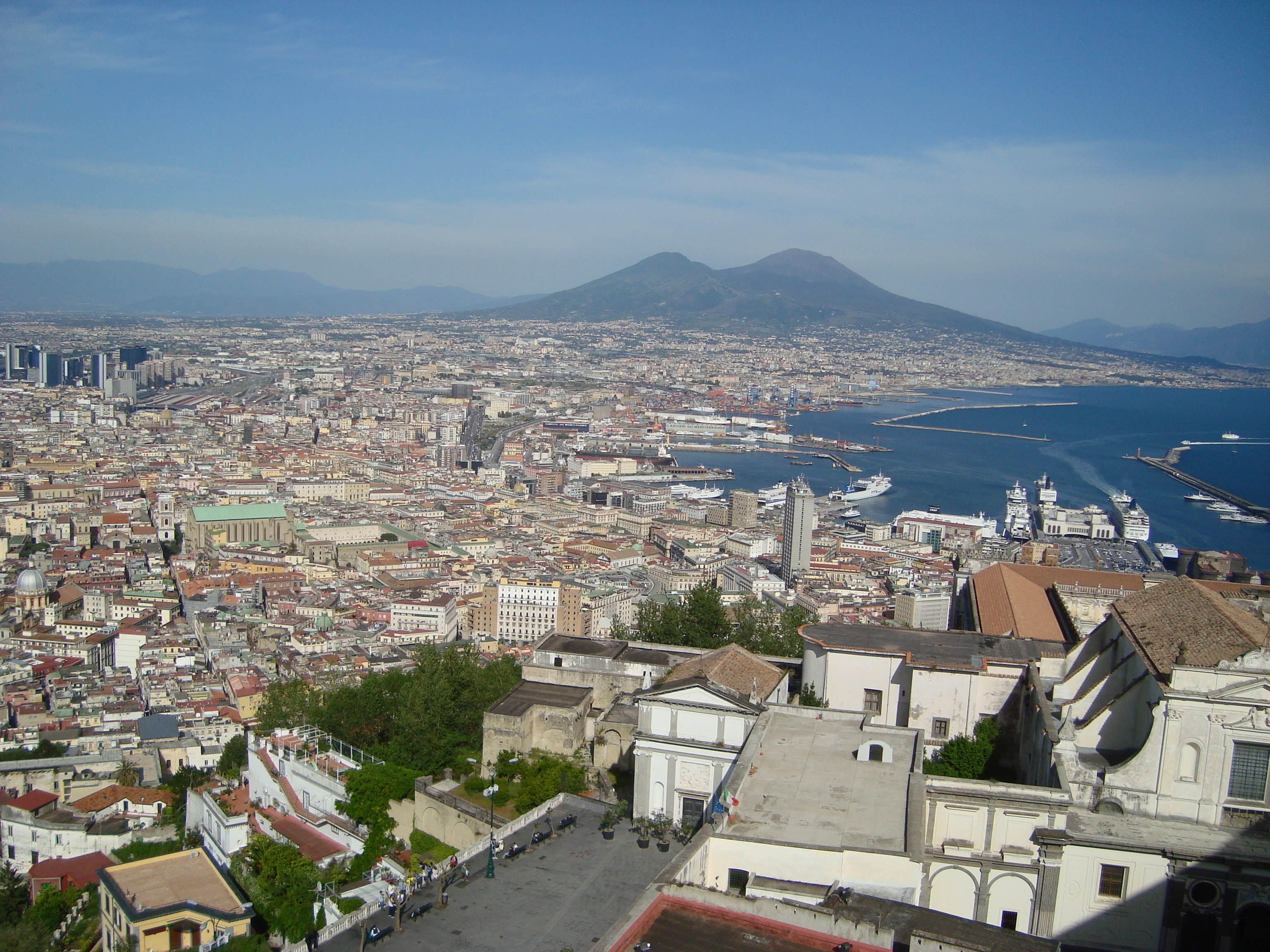
Vesuv z Neapole

Ve starověku kraj obývali Oskové, kolem roku 770 př. n. l. se zde začali usazovat Řekové, se kterými se střetli později Etruskové. Vzájemné střetnutí skončilo roku 474 př. n. l. porážkou Etrusků. Ve stejné době ovládaly kampánské vnitrozemí kmeny Samnitů. V roce 340 př. n. l. oblast ovládli Římané. Vedle Řeků, kteří zde postavili významné stavby, přinesli rozvoj Kampánie i Římané, kteří využívali zvláště okolí Neapolského zálivu jako rekreační oblast. Po výbuchu Vesuvu v roce 79 a pádu Římského císařství následovaly vpády Vandalů, Vizigótů, Byzantinců. Ve středověku se zde prosadili Langobardi, pak následovalo období samostatných menších území, byla zde v 10. století i samostatná námořní republika Amalfi. Po ovládnutí jižní části Itálie Normany roku 1139 se roztříštěné části oblasti spojily do Kampánie. V 15. a 16. st. došlo z podnětu Alfonse Aragonského ke spojení Neapole a Sicílie a vytvoření Neapolského království. Pozdější panovníci (Francouzi, Němci, Španělé) udržovali v oblasti feudální systém, což způsobilo zpoždění ve společenském vývoji proti severní části Itálie. V roce 1861 se stala Kampánie součástí Italského království. Osudy oblasti ovlivnila celá řada mohutných zemětřesení a výbuchů Vesuvu.

## Geografie

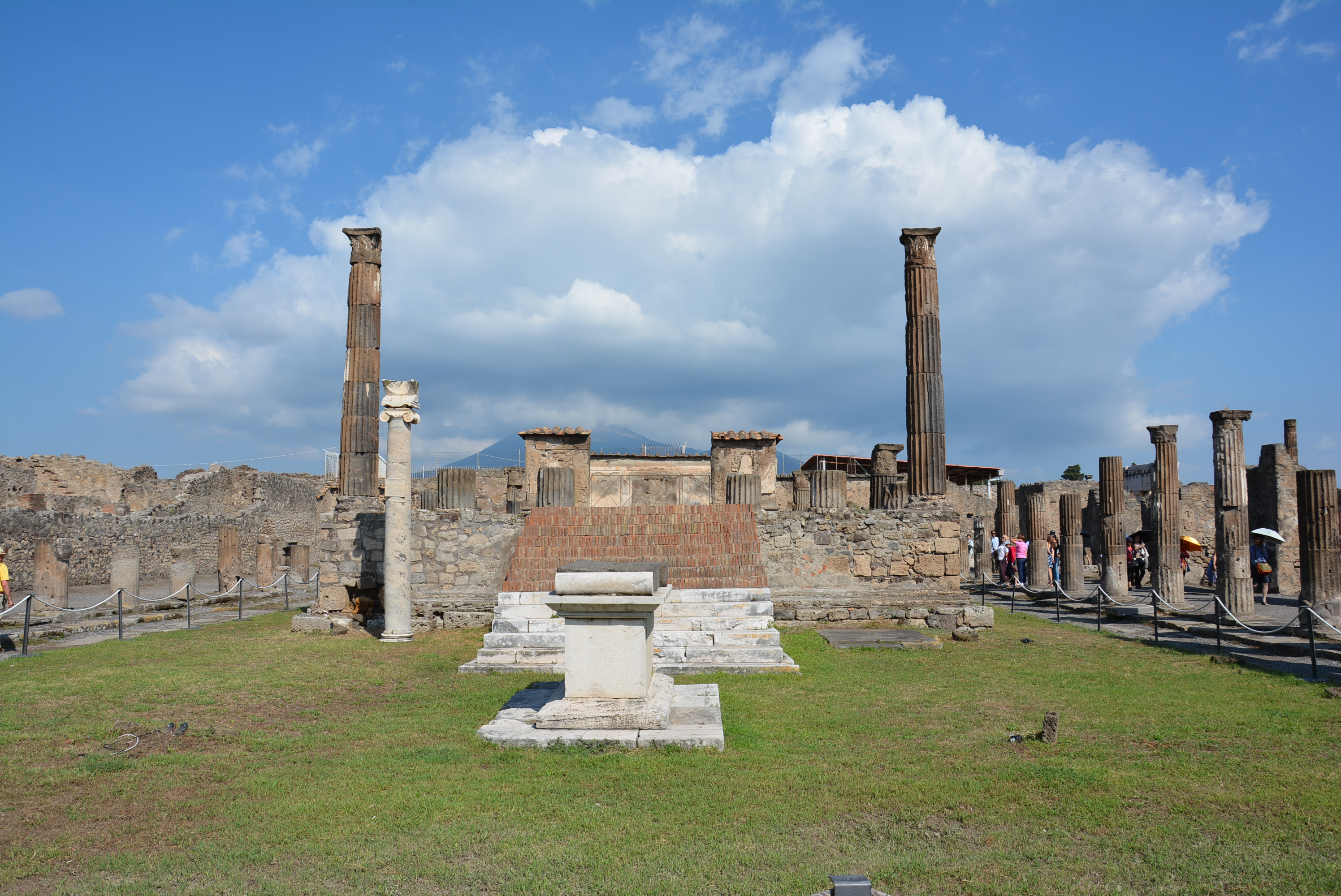
Pompeje

Kampánie je převážně kopcovitá (51 %), hory tvoří 34 % rozlohy a nejméně 15 % zaujímají roviny a nížiny. Severovýchod, východ a jih kraje tvoří fragmentovaná horská a hornatá oblast Kampánských Apenin (Appennino campano). Severní část se nazývá také Appennino sannita, jižní část Appennino lucano. Ve střední části Kampánie, na západě, vybíhá do moře hornatý Sorrentský poloostrov. Severně od něj, v Neapolském zálivu leží známý vulkán Vesuv.

### Řeky a jezera
K největším kampánským řekám náleží Volturno, Sarno, Sele, Garigliano, Tanagro, Calore Irpino, Ofanto. K nejznámějším jezerům v kraji, nevelkým rozlohou (do 5 km²), náleží Lago di Conza, Lago Falciano, Lago del Matese, Lago d'Averno.

### Ostrovy a pobřeží
Kampánské souostroví se skládá z pěti ostrovů: Ischia, Capri, Procida, Vivara a Nisida.
K nejvýznamnějším pobřežním oblastem náleží: Sorrentský poloostrov, Amalfitanské pobřeží a Cilentanské pobřeží.

## Politika
V čele regionu stojí guvernér (Presidente), jenž je volen v přímé volbě na pětileté funkční období. Guvernér je zároveň hlavou regionální vlády (Giunta), jež se v současnosti skládá z jedenácti ministrů (Assessori). Nyní je guvernérem Vincenzo De Luca za Demokratickou stranu.
Legislativním sborem je Regionální zastupitelstvo (Consiglio Regionale), které má 51 členů a je voleno poměrným systémem. Volby probíhají společně s volbou guvernéra jednou za pět let.

### Výsledky posledních voleb do regionálního zastupitelstva (září 2020)
|                      |                      |                              |                     |           |       |         |
| Koalice              | Koalice              | Strana                       | Strana              | Hlasy     | Hlasy | Mandáty |
| Koalice              | Koalice              | Strana                       | Strana              | Abs.      | %     | Mandáty |
|                      | CSX                  |                              | Demokratická strana | 398 490   | 16.9  | 9       |
|                      | CSX                  | De Luca guvernérem           | 313 666             | 13.3      | 6     |         |
|                      | CSX                  | Italia Viva                  | 173 870             | 7.4       | 4     |         |
|                      | CSX                  | Svobodná Kampánie            | 122 367             | 5.2       | 2     |         |
|                      | CSX                  | Itálie je lidová             | 104 857             | 4.5       | 2     |         |
|                      | CSX                  | My Kampaňané                 | 102 652             | 4.4       | 2     |         |
|                      | CSX                  | Umírnění                     | 84 769              | 3.6       | 2     |         |
|                      | CSX                  | Demokratický střed           | 76 141              | 3.2       | 2     |         |
|                      | CSX                  | Italská socialistická strana | 60 100              | 2.6       | 1     |         |
|                      | CSX                  | Více Kampánie v Evropě       | 45 500              | 1.9       | 1     |         |
|                      | CSX                  | Zelená Evropa                | 42 996              | 1.8       | 1     |         |
|                      | CSX                  | Animalistická strana         | 33 681              | 1.4       | 1     |         |
|                      | CSX                  | Ostatní strany               | 57 451              | 2.4       | 0     |         |
| Středolevice celkem  | Středolevice celkem  | 1 616 540                    | 68.6                | 33        |       |         |
|                      | CDX                  |                              | Bratři Itálie       | 140 918   | 6.0   | 4       |
|                      | CDX                  | Liga severu                  | 133 152             | 5.7       | 3     |         |
|                      | CDX                  | Forza Italia                 | 121 695             | 5.2       | 3     |         |
|                      | CDX                  | Unie středu                  | 45 326              | 1.9       | 1     |         |
|                      | CDX                  | Ostatní strany               | 9 765               | 0.4       | 0     |         |
| Středopravice celkem | Středopravice celkem | 450 856                      | 19.1                | 11        |       |         |
|                      | Hnutí pěti hvězd     | Hnutí pěti hvězd             | Hnutí pěti hvězd    | 233 974   | 9.9   | 7       |
|                      | Ostatní strany       | Ostatní strany               | Ostatní strany      | 56 240    | 2.4   | 0       |
| Celkem               | Celkem               | Celkem                       | Celkem              | 2 357 610 | 100   | 51      |

## Administrativní členění

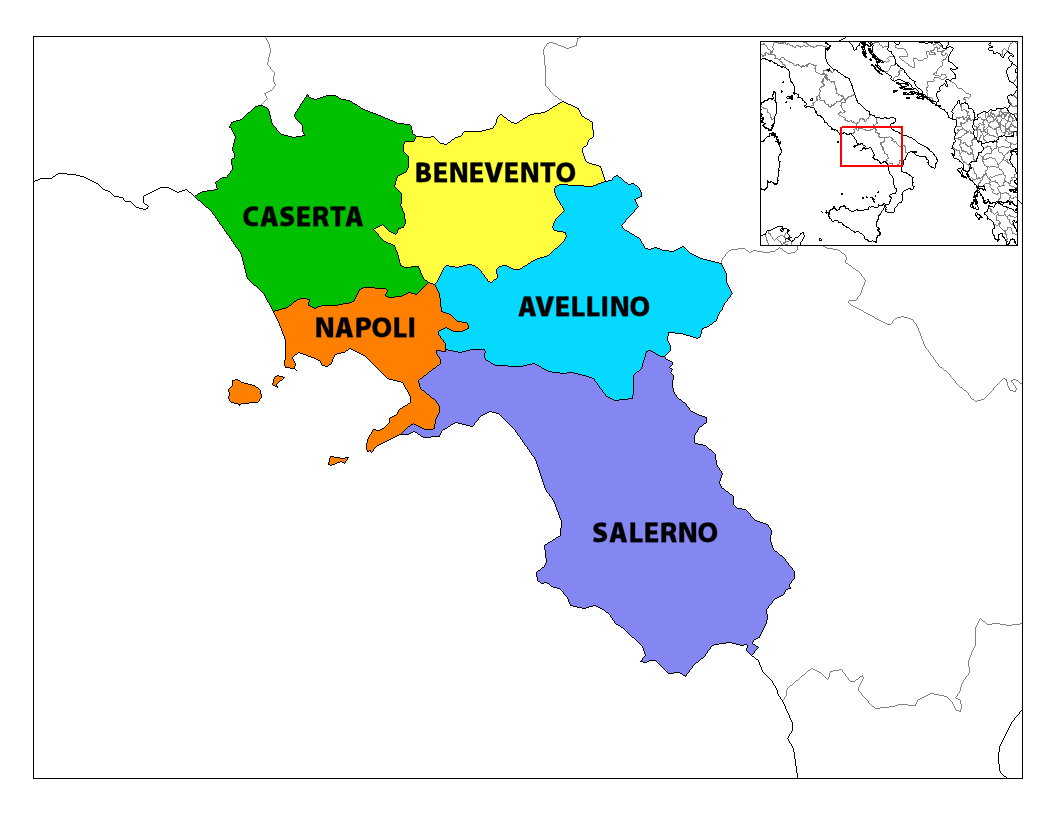
Administrativní dělení Kampánie

Kampánie se skládá ze 4 provincií a metropolitního města s centry ve stejnojmenných městech.
- Provincie Avellino, Avellino
- Provincie Benevento, Benevento
- Provincie Caserta, Caserta
- Metropolitní město Napoli, Neapol
- Provincie Salerno, Salerno

### Důležitá města
Hlavním správním střediskem regionu je Neapol. Další města jsou: Giugliano in Campania, Torre del Greco, Pozzuoli, Casoria, Castellammare di Stabia, Afragola, Marano di Napoli, Portici, Acerra, Cava de' Tirreni, Aversa, Battipaglia, Scafati a Casalnuovo di Napoli.

## Turismus - hlavní centra
- Neapol
- Vesuv

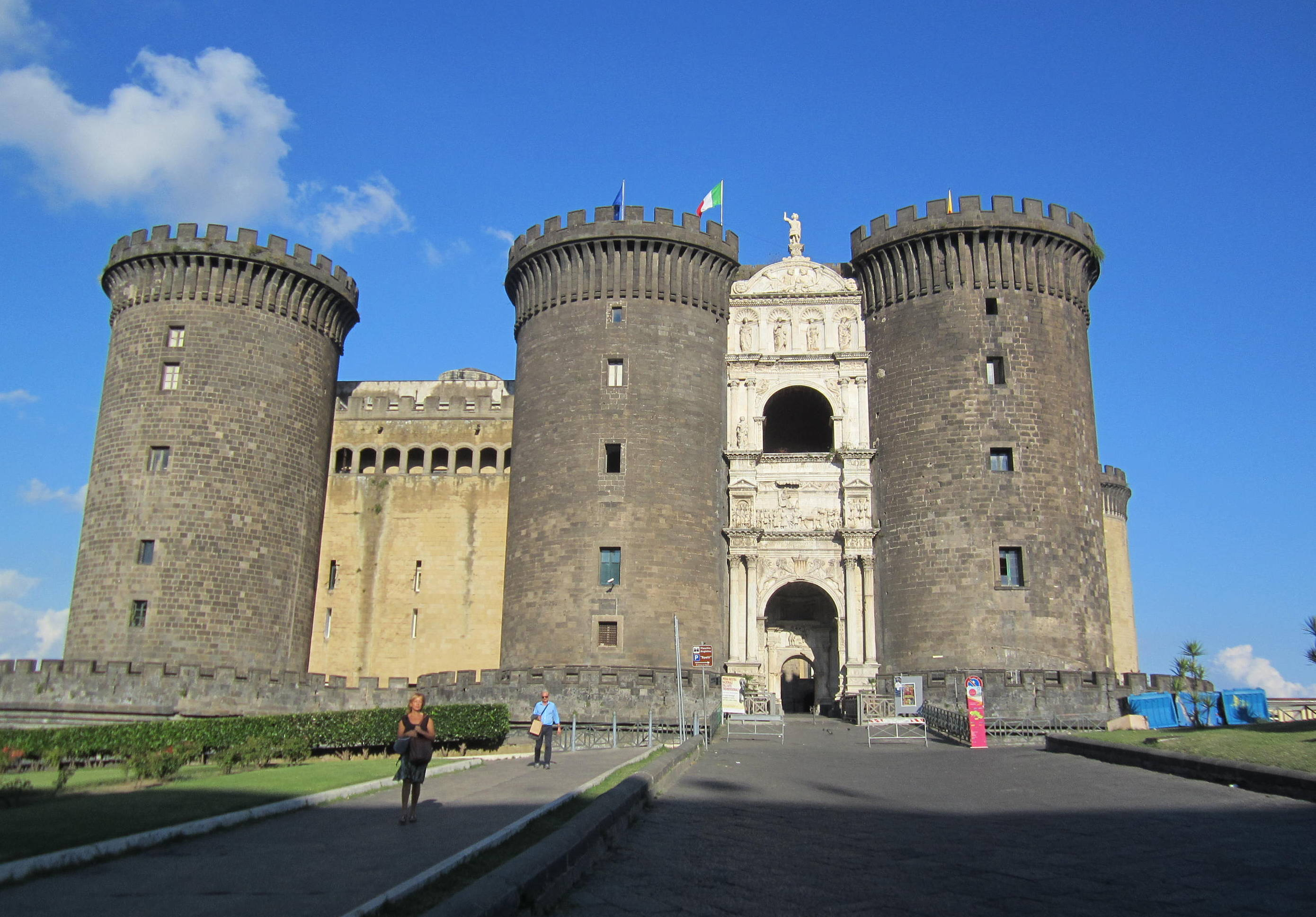
Neapol

- Herculaneum, Torre Annunziata, Pompeje
- Ischia, Capri, Procida
- Sorrento
- Amalfi, Positano, Ravello
- Caserta
- Benevento
- Salerno
- Paestum

## Fotogalerie

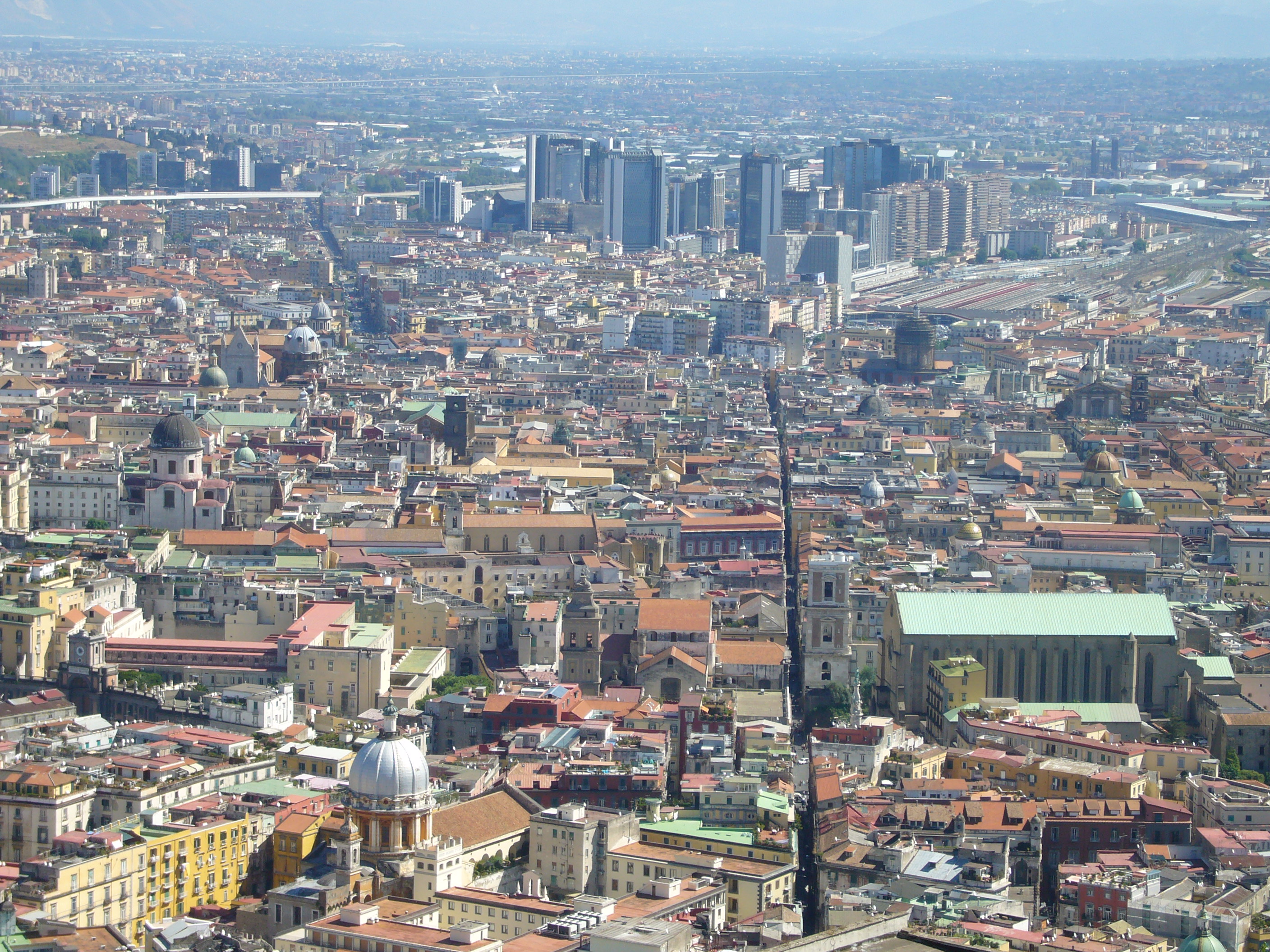
Neapol
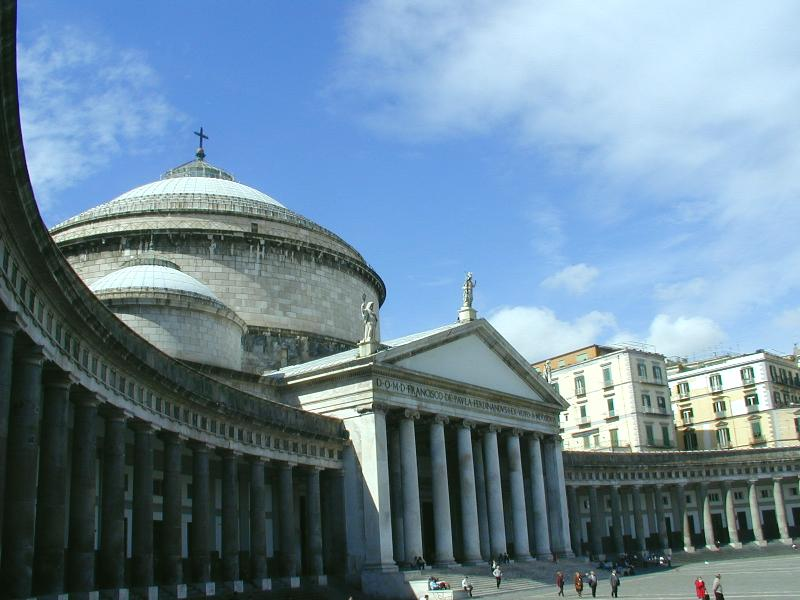
Piazza Plebiscito, Neapol
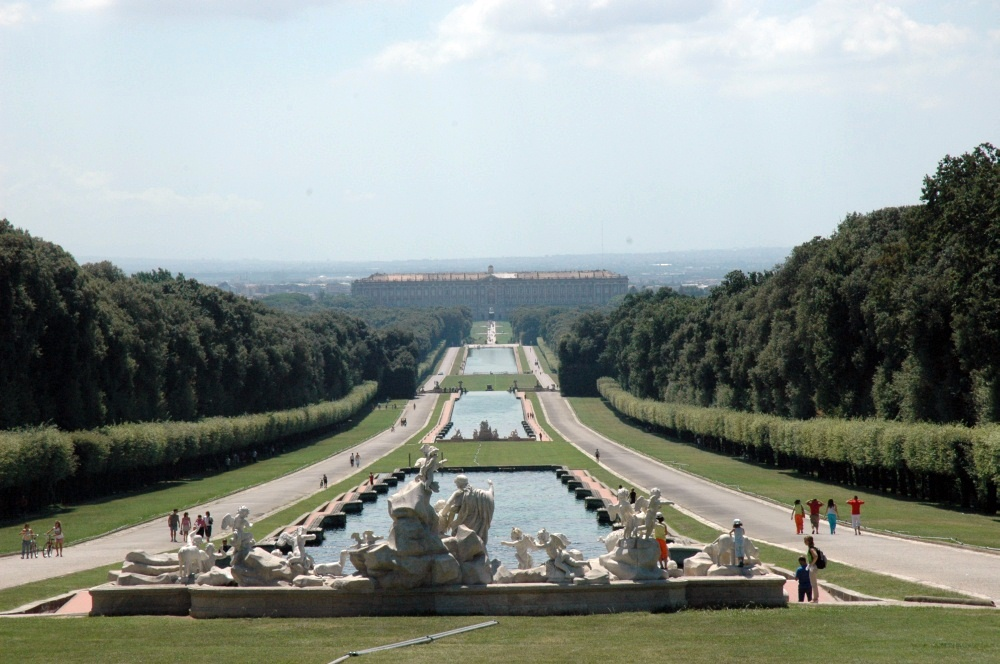
Caserta
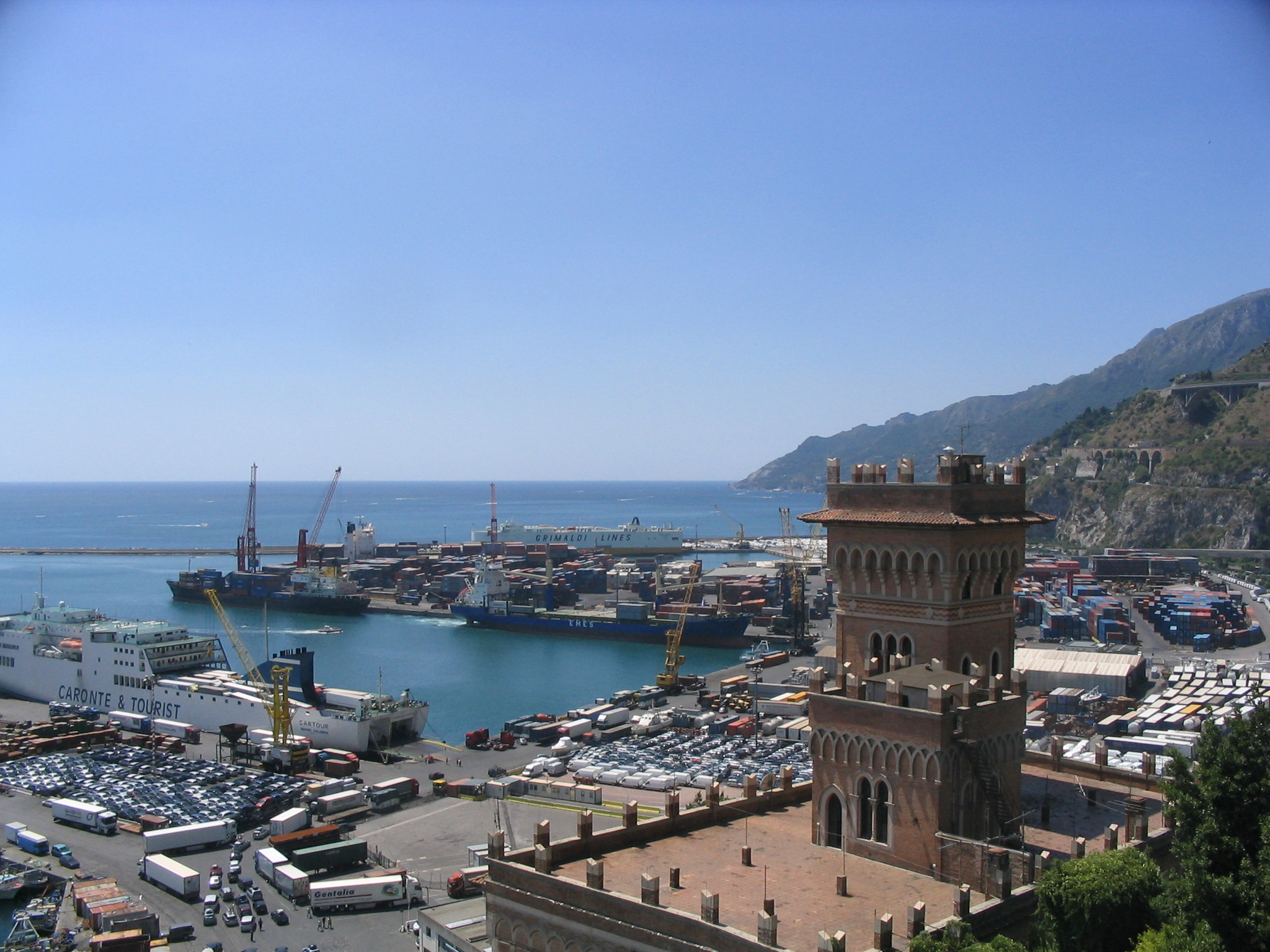
Salerno
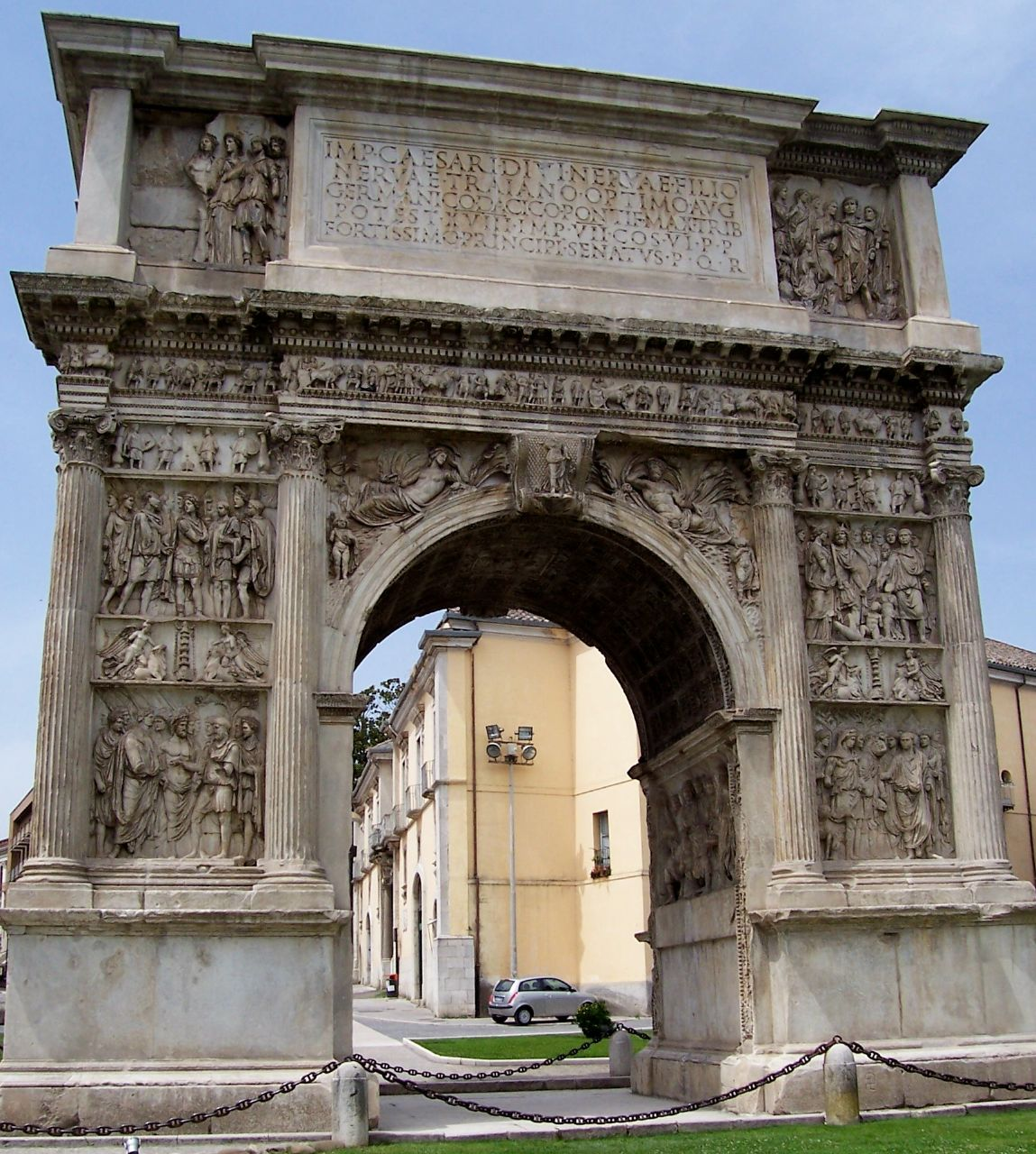
Benevento
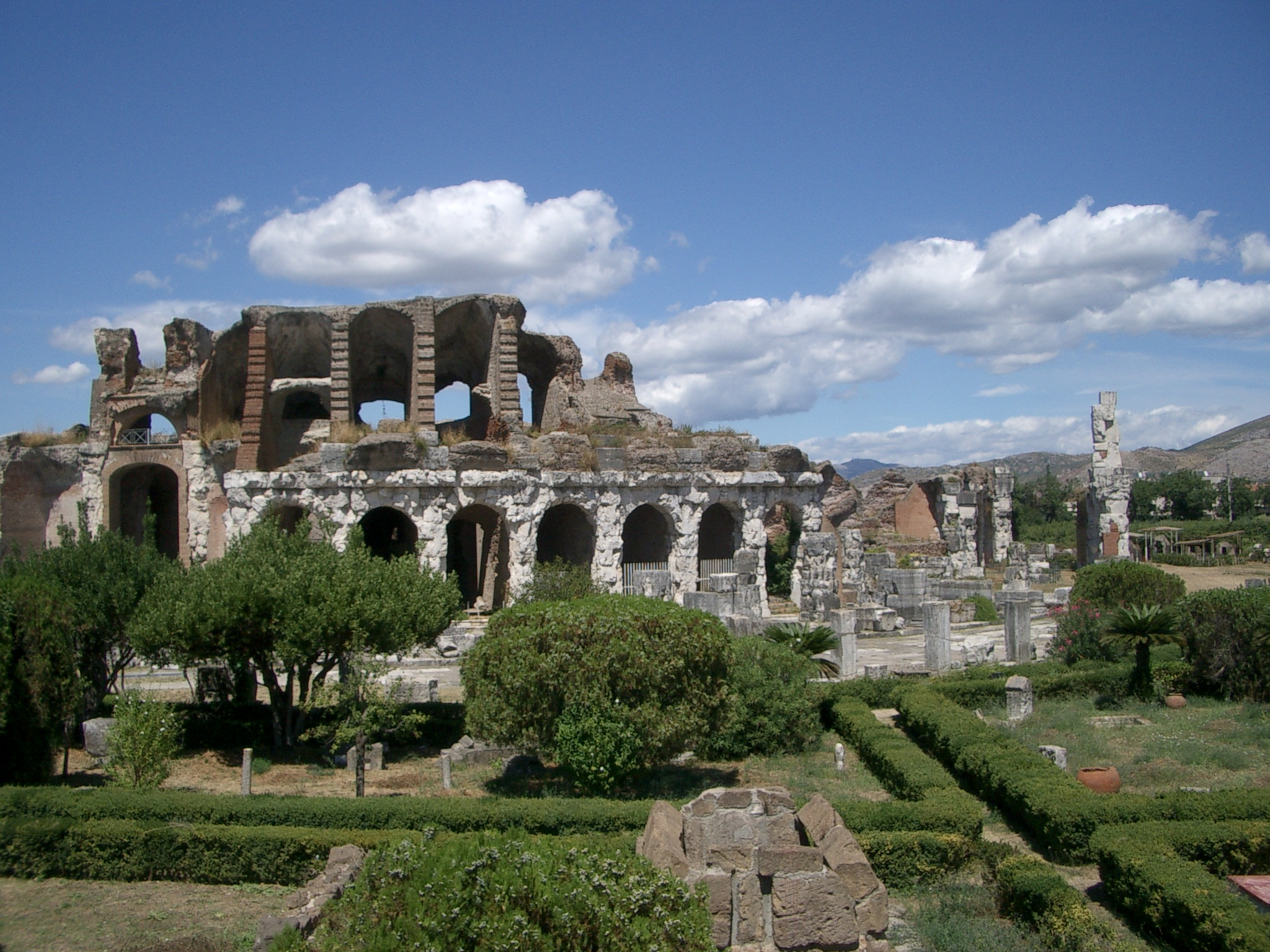
Capua
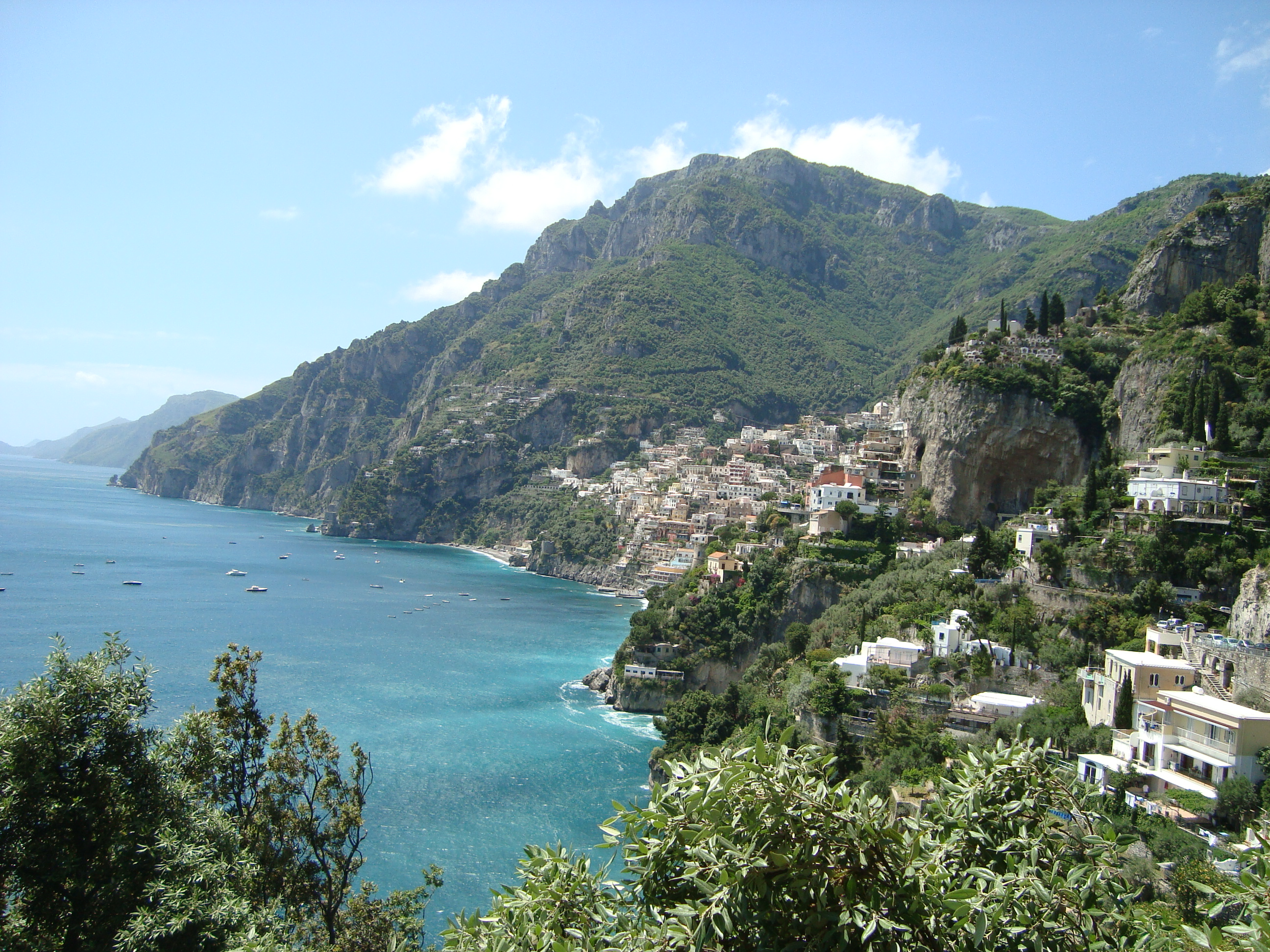
Amalfitanské pobřeží
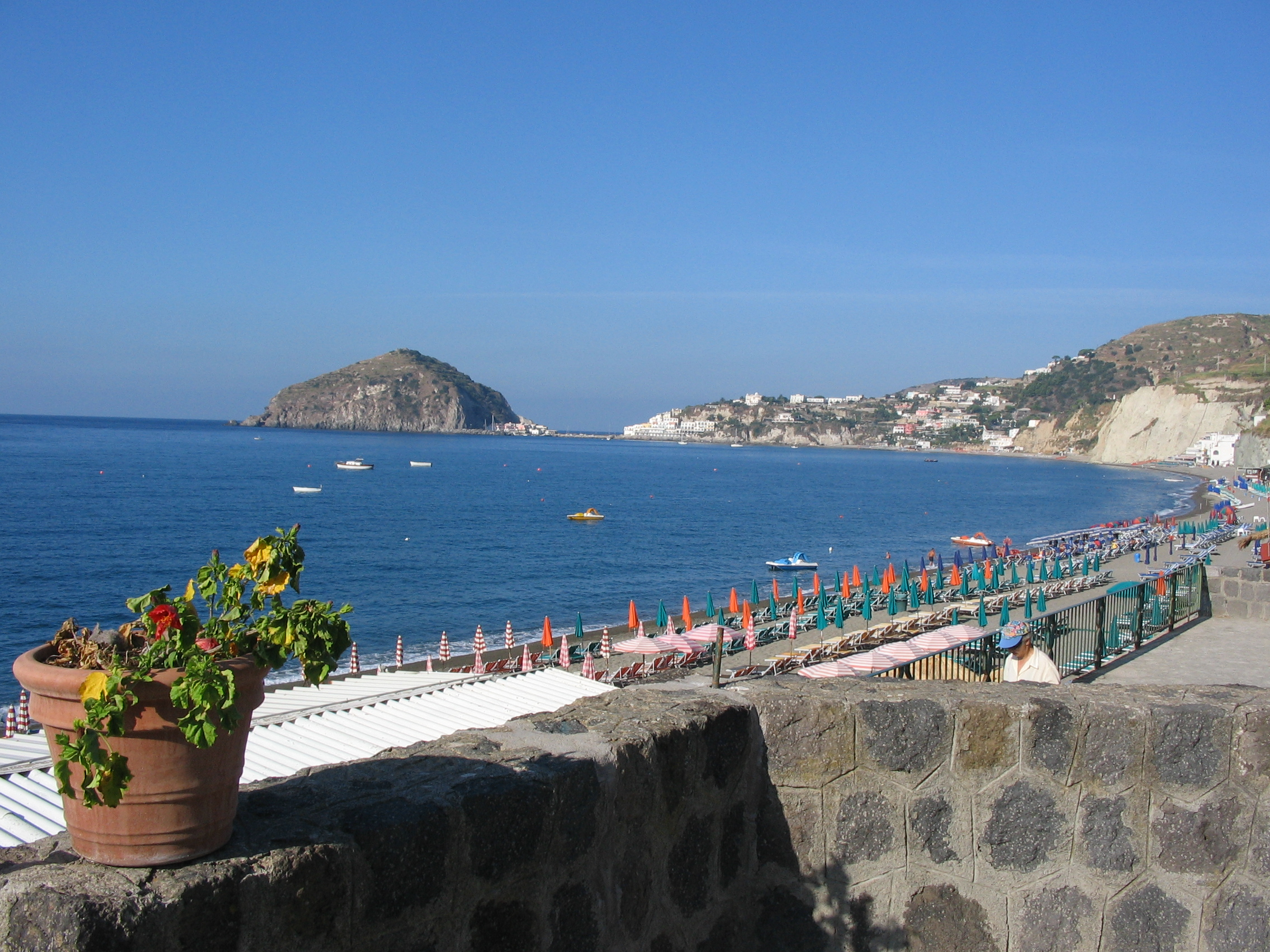
Ischia
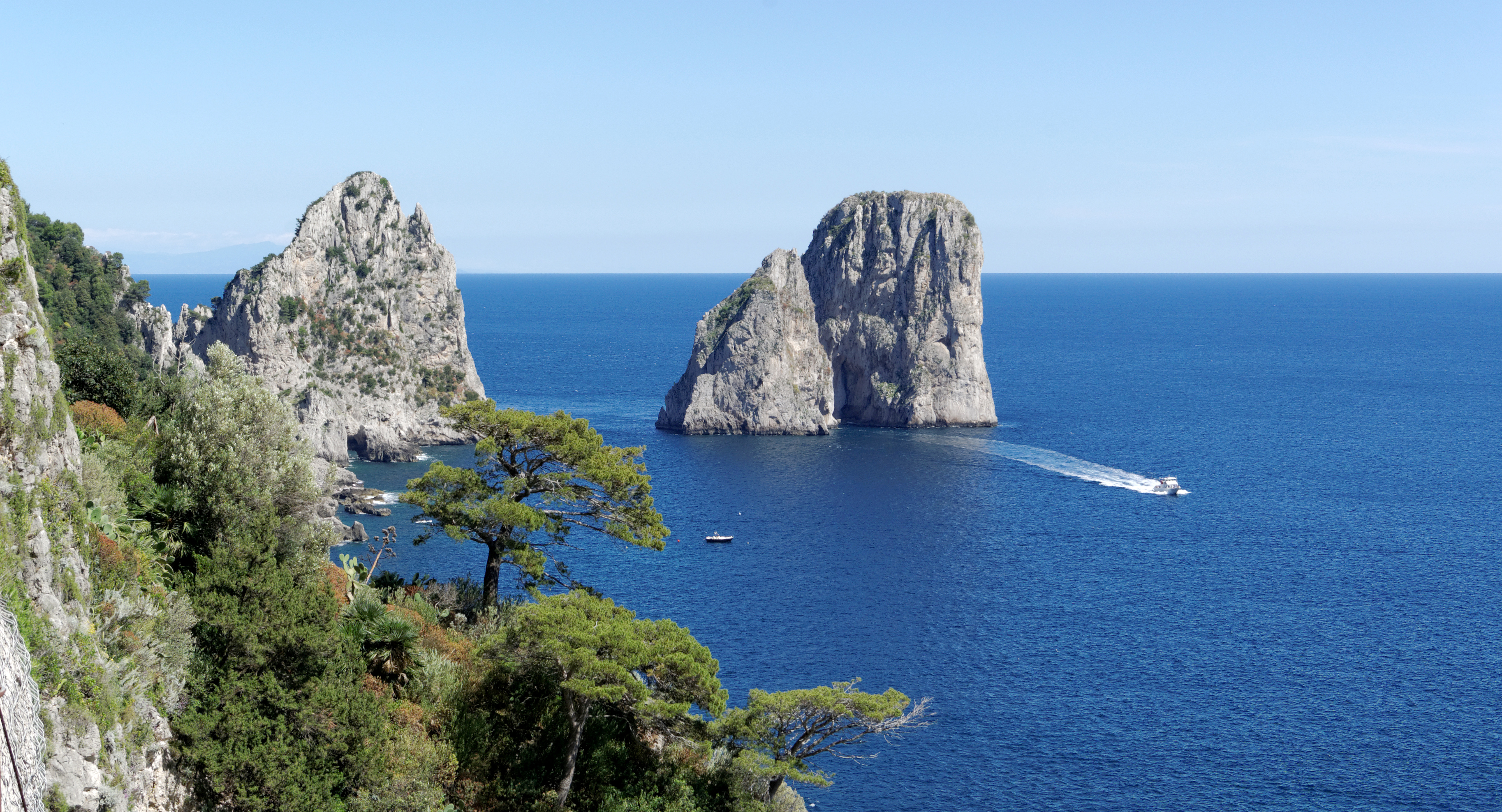
Capri
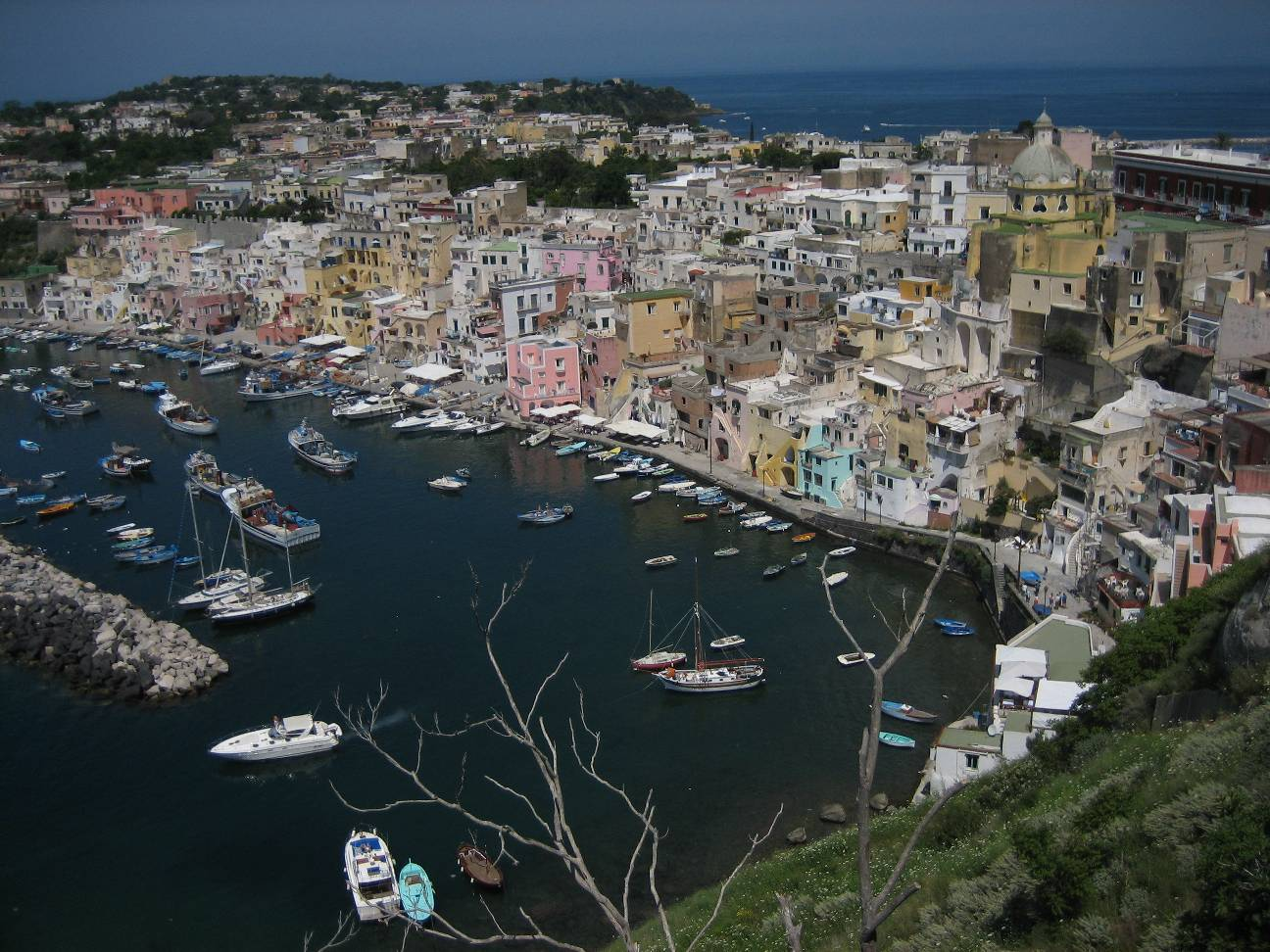
Procida, Corricella